# Football Club Internazionale
Il Football Club Internazionale Milano, noto come Internazionale Milano, fu la sezione di pallacanestro del Football Club Internazionale Milano
Prese parte ai primi campionati organizzati dall'allora Federazione Italiana Basket-Ball, capitanata dal presidente e fondatore della federazione Arrigo Muggiani.
Vinse uno scudetto nel 1923 e non ottenne altri risultati di prestigio e si sciolse alla fine degli anni venti.
La formazione che vinse il quarto campionato italiano era composta da: Vito Baccarini, Gustavo Laporte, Manzotti, Arrigo Muggiani (capitano e allenatore), Marco Muggiani, Giuseppe Sessa.
Per quanto riguarda i fratelli Muggiani, Arrigo fu in seguito presidente della Federazione italiana mentre Marco divenne il primo commissario tecnico della Nazionale, mentre Giuseppe Sessa giocò in un'altra squadra della polisportiva, l'Ambrosiana di rugby (successivamente Amatori Milano) laureandosi campione nazionale anche con essa.

## Cronistoria
| Cronistoria del Football Club Internazionale |
| --- |
| - 1908 · 9 marzo, fondazione della polisportiva Foot-Ball Club Internazionale - 1922 · 2º girone A campionato nazionale 4º finale scudetto - 1923 · 1º campionato nazionale Campione d'Italia (1º titolo) |

## Palmarès
- Campionato italiano: 1

1923